# Wydundra newcastle
Wydundra newcastle là một loài nhện trong họ Gnaphosidae.
Loài này thuộc chi Wydundra. Wydundra newcastle được Norman I. Platnick & Barbara Baehr miêu tả năm 2006.